# Campeón de Campeones 1955-56
El Campeón de Campeones 1955-56 fue la XV edición del Campeón de Campeones que enfrentó al campeón de la Liga 1955-56: León y al campeón de la Copa México 1955-56: Toluca.
El título se jugó a partido único realizado en el Estadio de la Ciudad de los Deportes de la Ciudad de México. Al final de éste, el León consiguió adjudicarse por tercera vez en su historia este trofeo.

## Participantes
| León   |  |  |  | Campeón de la Primera División de México (1955-56) |
| Toluca |  |  |  | Campeón de la Copa México (1955-56)                |

## El partido
| 3 de junio de 1956 | León                 | 2:1 (0:0; 1:1) (1:0 t. s.) | Toluca    | Estadio de la Ciudad de los Deportes, Ciudad de México |  |
|                    | Martinolli 54', 118' |                            | Sesma 75' |                                                        |  |

| Campeón de Campeones 1955-56 |
| ---------------------------- |
|                              |
| León                         |
| 3° Título                    |